# Dyplomacja

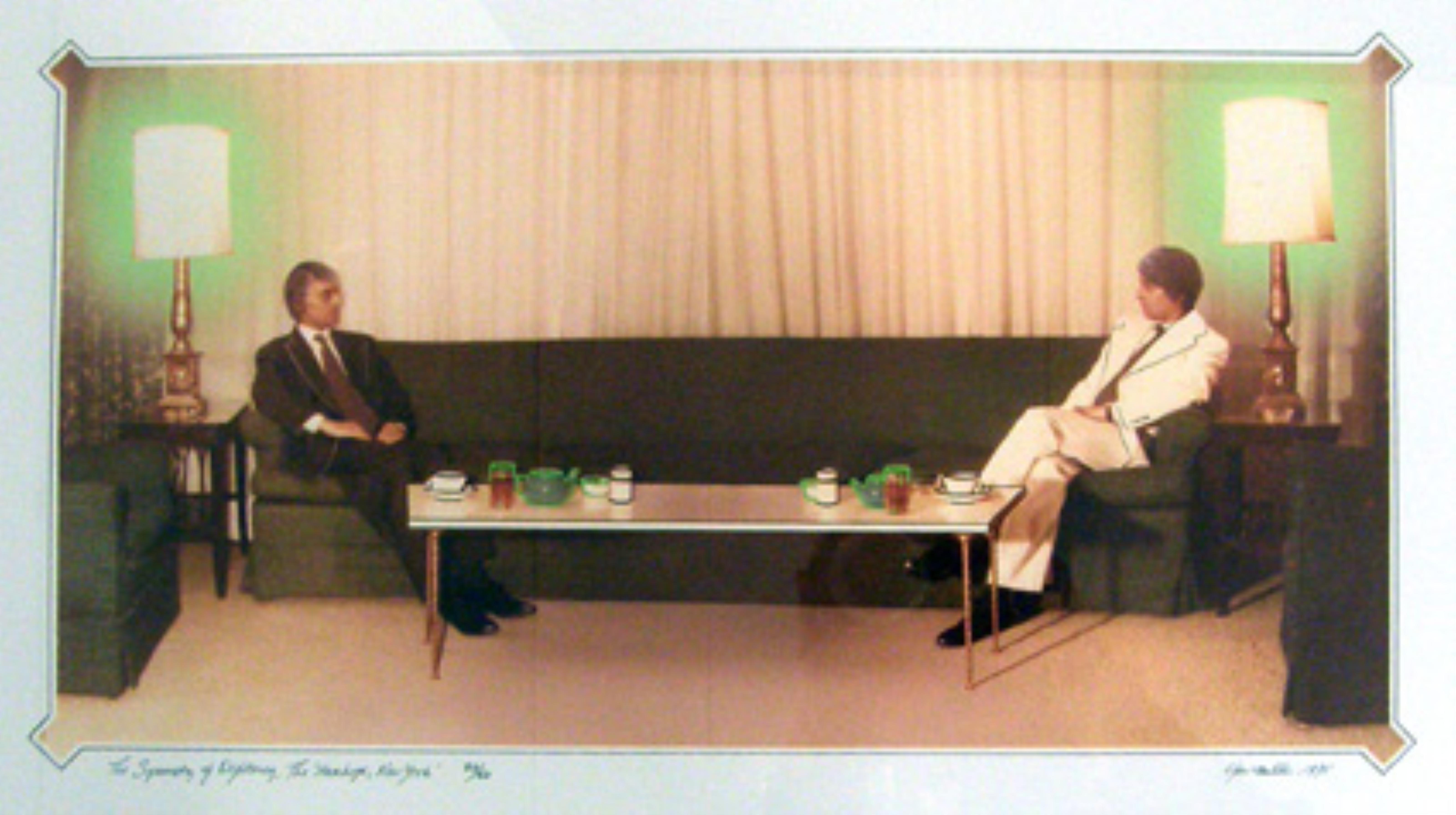
Ger van Elk, Symmetry of Diplomacy, 1975, Groninger Museum.

Dyplomacja – czynności prowadzone między państwami, w celu zawarcia umów handlowych oraz pozyskania wsparcia wojskowego dla reprezentowanego kraju. Dyplomacja wiąże się też z rozwiązywaniem w pokojowy sposób problemów między państwami. 
Dwa tysiące lat temu rzymski prawnik i filozof, Cyceron powiedział: „Istnieją dwa sposoby rozstrzygania sporów: jeden przy pomocy argumentów, drugi przy użyciu siły; a ponieważ pierwszy z nich jest właściwy człowiekowi, a drugi dzikim zwierzętom, należy uciec się do drugiego sposobu tylko wówczas, gdy nie możemy użyć pierwszego”. Inaczej mówiąc, siła argumentów, a nie argument siły – oto kwintesencja dyplomacji.
Dyplomaci pracują głównie w ambasadach i konsulatach, gdzie w razie potrzeby pomagają obywatelom państw, które reprezentują. Dyplomacja jest sztuką poszukiwania możliwego do przyjęcia dla stron negocjacji kompromisu. 
Dyplomacja (ang. diplomacy, franc. diplomatie, niem. Diplomatie, hiszp. diplomacia, ros. dipłomatija) to termin międzynarodowy – działalność instytucji państwowych czy międzynarodowych, regulujących stosunki z innymi państwami czy organizacjami międzynarodowymi; w średniowieczu umiejętność stwierdzenia autentyczności dokumentów (obecnie dyplomatyka). 
Dyplomacja to forma kontaktów między państwami (między rządzącymi), która pojawiła się jeszcze w starożytności. Dyplomację uprawiali już faraonowie przeszło 2 tysiące lat przed naszą erą. Z okresu starożytnych Indii pochodzą pierwsze zachowane instrukcje na temat zadań dyplomaty (rozpoznawać i informować) oraz cech dyplomaty (wykształcony, zręczny, zjednujący sobie ludzi). Dyplomację stosowali już starożytni Grecy, od których wywodzi się termin „diplóos” oznaczający złożony we dwoje dokument – rodzaj listów uwierzytelniających, w które wyposażany był poseł. Ze starożytnej Grecji pochodzi również przywilej nietykalności posła i poselstwa (immunitet), które już wtedy były uznawane za zasadę będącą elementem prawa narodów. 
Pierwotną formą quasi-dyplomacji była wymiana posłów przez społeczności plemienne w celu przekazania i wyjaśnienia przekazu mocodawcy lub wynegocjowania jakiegoś porozumienia (np. o zakończeniu wojny). Również od najdawniejszych czasów datuje się zwyczaj wysyłania specjalnych posłów w misjach ceremonialnych, np. z okazji koronacji, ślubów czy pogrzebów przywódców innych państw. Dyplomację uprawiały już w starożytności takie państwa jak Chiny, Persja, Asyria, Indie, Babilon, Grecja, Rzym. W wiekach średnich dyplomacja kwitła w Bizancjum.
Pierwotną i najstarszą formą dyplomacji były misje specjalne – doraźne i krótkotrwałe reprezentujące państwa wysyłające, które przez tysiąclecia były jedyną formą dyplomatycznych kontaktów między państwami. Biblia wspomina już o wielu doraźnych misjach wysokiej rangi, wśród nich np. o przybyciu w X w p.n.e. królowej Szeby (Saby) do króla Izraela Salomona. Pewną stabilność form osiągają stosunki dyplomatyczne w starożytnej Grecji, gdzie państwa-miasta tak często wymieniały misje specjalne, że w p.n.e. nabrały one niemal charakteru stałych stosunków dyplomatycznych. 
	Kolejna forma dyplomacji – stałe misje dyplomatyczne, a wraz z nimi nowożytna dyplomacja zawodowa, narodziła się w drugiej połowie XV w. w miastach-republikach włoskich (Wenecji, Mediolanie, Genui, Florencji). Stamtąd też wywodzi się praktyka ustanawiania stałych poselstw, która następnie rozpowszechniła się w całej Europie. Pierwsze stałe ambasady w nowoczesnym rozumieniu zostały utworzone przez państwa włoskie w latach 1450-1460. Polska zaczęła wysyłać pierwsze długotrwałe poselstwa w XVI w.
	Stałe misje dyplomatyczne rozpowszechniły się w Europie w wieku XVII, zwłaszcza po zawarciu traktatu westfalskiego (1648 r.). Ukształtowanie się stałych misji dyplomatycznych pociągnęło za sobą konieczność rozwoju prawa dyplomatycznego: procedury, ceremoniału rozpoczęcia i zakończenia misji, instytucji przywilejów i immunitetów dyplomatycznych, zasad kurtuazji i precedencji, oraz rozwój wewnętrznych organów państw koordynujących pracę stałych misji zagranicznych.
Dyplomacja jest instrumentem, za pomocą którego państwo wyraża i prowadzi swą politykę zagraniczną w stosunkach zewnętrznych.
Obecnie najistotniejszą podstawą prawną w dyplomacji jest konwencja wiedeńska o stosunkach dyplomatycznych z 16 kwietnia 1961 roku. Uporządkowała, rozszerzyła i skodyfikowała ona w formie traktatowej obowiązujące wcześniej zwyczajowe normy prawa dyplomatycznego.

## Definicja dyplomacji
Jako profesja, dyplomacja może zostać zdefiniowana jako działalność organów państwa i jego przedstawicielstw za granicą w celu ochrony i realizacji jego interesów zewnętrznych w sposób pokojowy. Julian Sutor definiuje pojęcie dyplomacji, wskazując na jej trzy zasadnicze elementy, które jak twierdzi: „choć występują osobno, dopiero razem wzięte wyjaśniają, w zasadzie wszystkie najważniejsze aspekty tego terminu”.
W pierwszym, podstawowym znaczeniu, dyplomacja występuje jako pewien tor działalności państwa, oficjalna działalność organów państwowych o kompetencjach w sferze stosunków międzynarodowych, głównie przedstawicieli dyplomatycznych realizujących zewnętrzne funkcje państwa, zapewniające ochronę praw i interesów państwa i jego obywateli za granicą. Działalność ta dotyczy oficjalnych stosunków danego państwa z innymi państwami, a zmierza do realizacji celów, jakie stawiają sobie kierownicze organa władzy państwowej. Cele te odzwierciedlają się w polityce zagranicznej państwa, a „dyplomacja jest orężem tej polityki.
W drugim – jako opierający się na założeniach naukowych zespół metod i środków oraz sztuka osiągania celów polityki zagranicznej państwa, prowadzenia i utrzymywania stosunków między państwami a szczególnie prowadzenia rokowań i zawierania traktatów.
W trzecim ujęciu mianem dyplomacji określa się dysponujący odpowiednimi kwalifikacjami zespół ludzi (służba dyplomatyczno – konsularna) oraz aparat organizacyjny (ministerstwo spraw zagranicznych, stałe i ad hoc misje dyplomatyczne) – realizujący cele i zadania polityki zagranicznej i stanowiący wyodrębnioną służbę państwową, wchodzącą w skład naczelnej administracji państwowej

## Funkcje dyplomacji
Funkcje dyplomacji postrzegane są w dwóch płaszczyznach, po pierwsze funkcje dyplomacji jako części składowej polityki zagranicznej, po drugie jako funkcje samego dyplomaty.
Patrząc przez pryzmat dyplomacji jako dziedziny wspomagającej działania polityki zagranicznej państwa, spełnia ona następujące funkcje: określającą, oceniającą, selekcjonującą i preskrypcyjną.
- Funkcja określająca – polega na wyznaczaniu zadań polityki zewnętrznej własnego państwa. Istotne jest, że każda zmiana uwarunkowań zewnętrznych wymusza skorygowanie zadań własnych, przez co funkcja ta staje się funkcją ciągłą.
- Funkcja oceniająca – związana jest z oceną postępowania innych państw w zakresie polityki zagranicznej. Identyfikuje cele i zadania innych państw, także w stosunku do własnego kraju. Ocena taka odgrywa istotne znaczenie, gdyż na jej podstawie można poprawnie wyznaczyć cele i zadanie własne.
- Funkcja selekcjonująca – polega na usunięciu tych czynników, które przyczyniają się do powstawania niezgodności między własną a obcymi politykami zagranicznymi oraz wybraniu tych, które tworzą zgodne cele i zagadnienia.
- Funkcja preskrypcyjna – w tym zakresie dyplomacja powinna wyznaczać najlepsze metody osiągnięcia przez politykę zagraniczną jej celów i zadań oraz doboru odpowiednich środków do realizacji celów.

Drugą płaszczyzną postrzegania funkcji dyplomacji są działania dyplomatów. Rozpatruje się je w charakterze trzech rodzajów reprezentacji: symbolicznej, politycznej i prawnej.
- Funkcja symbolicznej reprezentacji – jest spełniana przez dyplomatę przez identyfikowanie jego osoby z reprezentowanym krajem. Posiadają oni odpowiedni prestiż, przysługujący nie osobie, lecz przedstawicielowi obcego państwa. Wszelkiego rodzaju naruszenie dobrego imienia dyplomaty lub okazanie mu braku szacunku postrzegane jest w polityce zagranicznej jako okazanie braku szacunku dla państwa, którego ten jest reprezentantem. Jest to widziane jako naruszenie zwyczajów międzynarodowych. Dlatego też tak ogromną rolę odgrywa ceremoniał dyplomatyczny.
- Funkcja politycznej reprezentacji – jest to spełnianie przez dyplomatę zadań polityczno-informacyjnych. Utrzymywanie kontaktów politycznych w kraju pobytu. Zdobywanie, ocena i przesyłanie informacji do swojego kraju. W ten sposób bierze on udział w kształtowaniu polityki zagranicznej swojego kraju, jak i kraju pobytu.
- Funkcja prawnej reprezentacji – działanie dyplomaty polegające na zaciąganiu zobowiązań politycznych i podpisywania umów w imieniu swojego rządu. Dyplomata spełnia także tę funkcję przez ochronę obywateli swojego kraju za granicą dzięki odpowiednim instrumentom prawnym, jakie posiada.